# Luchino Visconti (film)
Luchino Visconti è un documentario di produzione italiana, francese e tedesca del 1999 diretto da Carlo Lizzani, distribuito da Rai Trade e RAI.
Dedicato a Luchino Visconti, sono intervistate, oppure presenti con immagini tratte dai suoi film, personalità del cinema come: 
- Claudia Cardinale
- Suso Cecchi d'Amico
- Alain Delon
- Vittorio Gassman
- Massimo Girotti
- Marcello Mastroianni
- Burt Lancaster
- Franco Zeffirelli
- Francesco Rosi